# Oberflächenpiercing

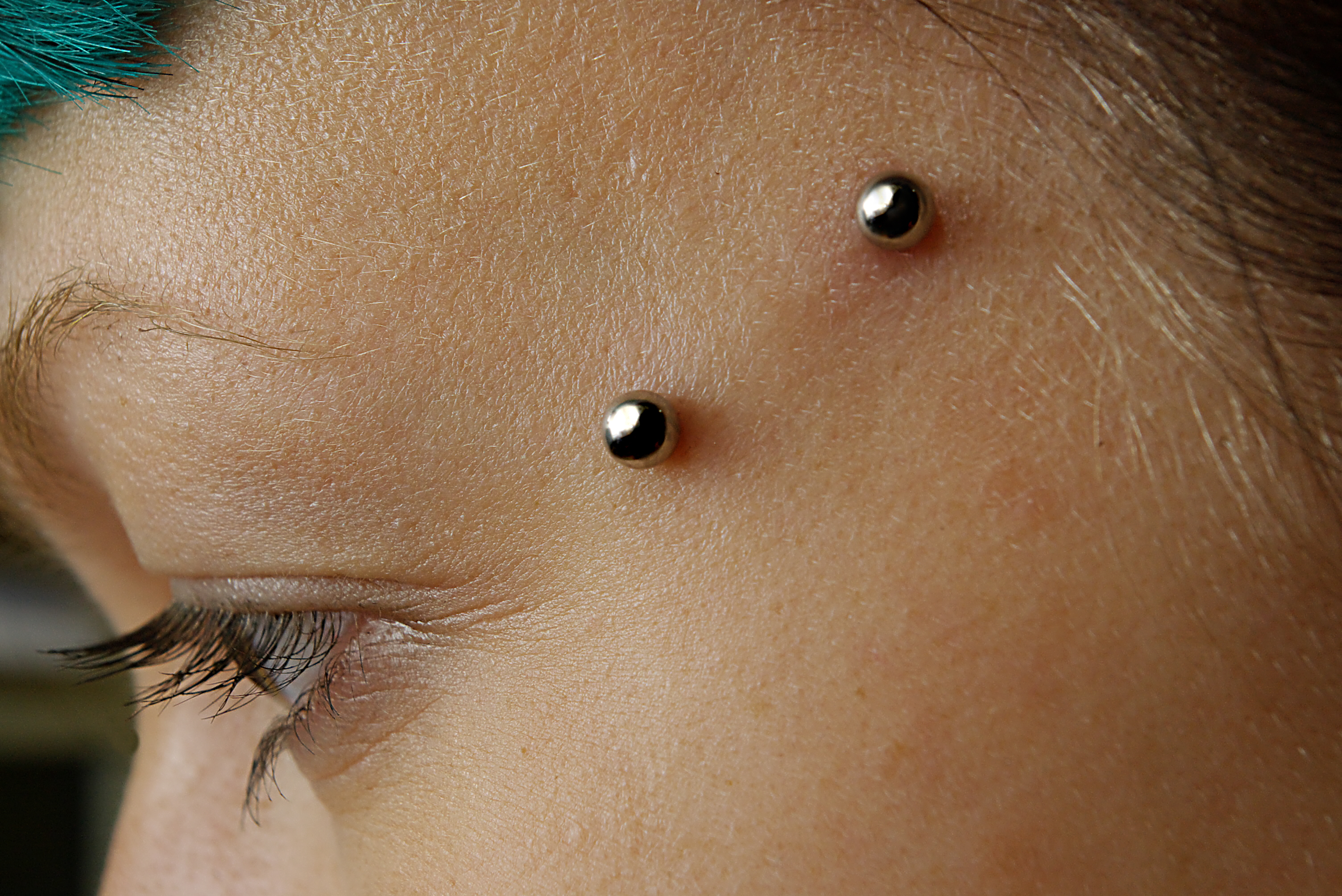
Oberflächenpiercing an der Schläfe

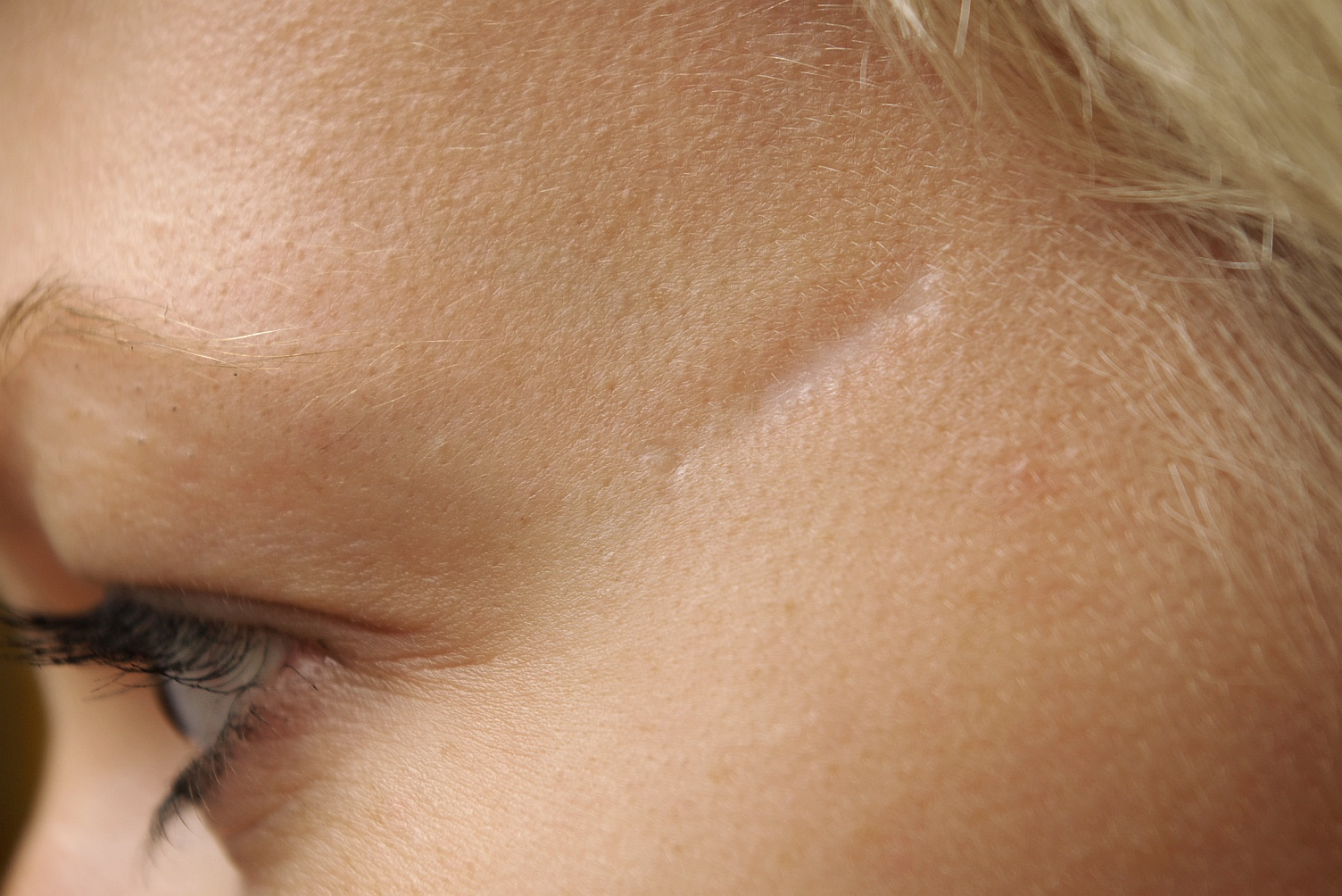
Vernarbung desselben Piercings nach Entfernung

Als Oberflächenpiercing wird jedes Körperpiercing bezeichnet, das auf der Oberfläche des Körpers platziert ist und durch Stellen geht, die weder konvex noch konkav geformt sind.
Einstich- und Austrittskanal liegen damit auf einer Ebene.
Da sie meist unter Spannung stehen, können sie häufiger vom Körper abgewiesen werden als andere Piercings und wachsen dabei heraus. Die Heilung dauert erheblich länger. Mit entsprechendem Schmuck und präziser Platzierung kann das Risiko jedoch reduziert werden.

## Schmuck
Speziell für Oberflächenpiercings gibt es sogenannte Surface-Bars: Barbells, die an den Enden eine 90-Grad-Biegung in gleicher Richtung haben und dadurch die Spannung verringern.
Gerne verwendet wird neben Surface-Bars auch flexibler Schmuck aus PTFE. Der eigentlich gerade Stift aus diesem Material passt sich zwar an die Krümmung des Stichkanals an, übt jedoch durch das Bestreben, in die Ursprungsform zurückzukommen, einen permanenten Druck aus. Alternativ kann ein thermisch geformter Kunststoff oder speziell ein Surface-Bar aus PTFE eingesetzt werden, welche jedoch nur selten erhältlich sind. Oft verwendet, aber ungeeignet sind auch Curved-Barbells, da die aufgeschraubten Kugeln an den Enden Druckstellen auf dem Gewebe hinterlassen, wodurch das Piercing herauswächst. Bei diesem Prozess wird der Stift des Barbells an den Enden des Stichkanals sichtbar und aus ästhetischen Gründen meist durch kürzeren Schmuck ersetzt, welcher durch das enge Anliegen erneut drückt.

## Positionierung
Wichtig bei einem Oberflächenpiercing ist die richtige Tiefe des Stichkanals unter der Haut. Wird der Surface-Bar nicht tief genug eingesetzt, sitzt der Schmuck zu locker. Die Enden ragen zu weit aus dem Stichkanal heraus, kippen zur Seite und reizen permanent das umliegende Gewebe. Sitzt er dagegen zu tief, drücken die Kugeln an den Enden auf die Haut, was zu Rötungen und Entzündungen führen kann.

## Arten von Oberflächenpiercings

### Gesicht

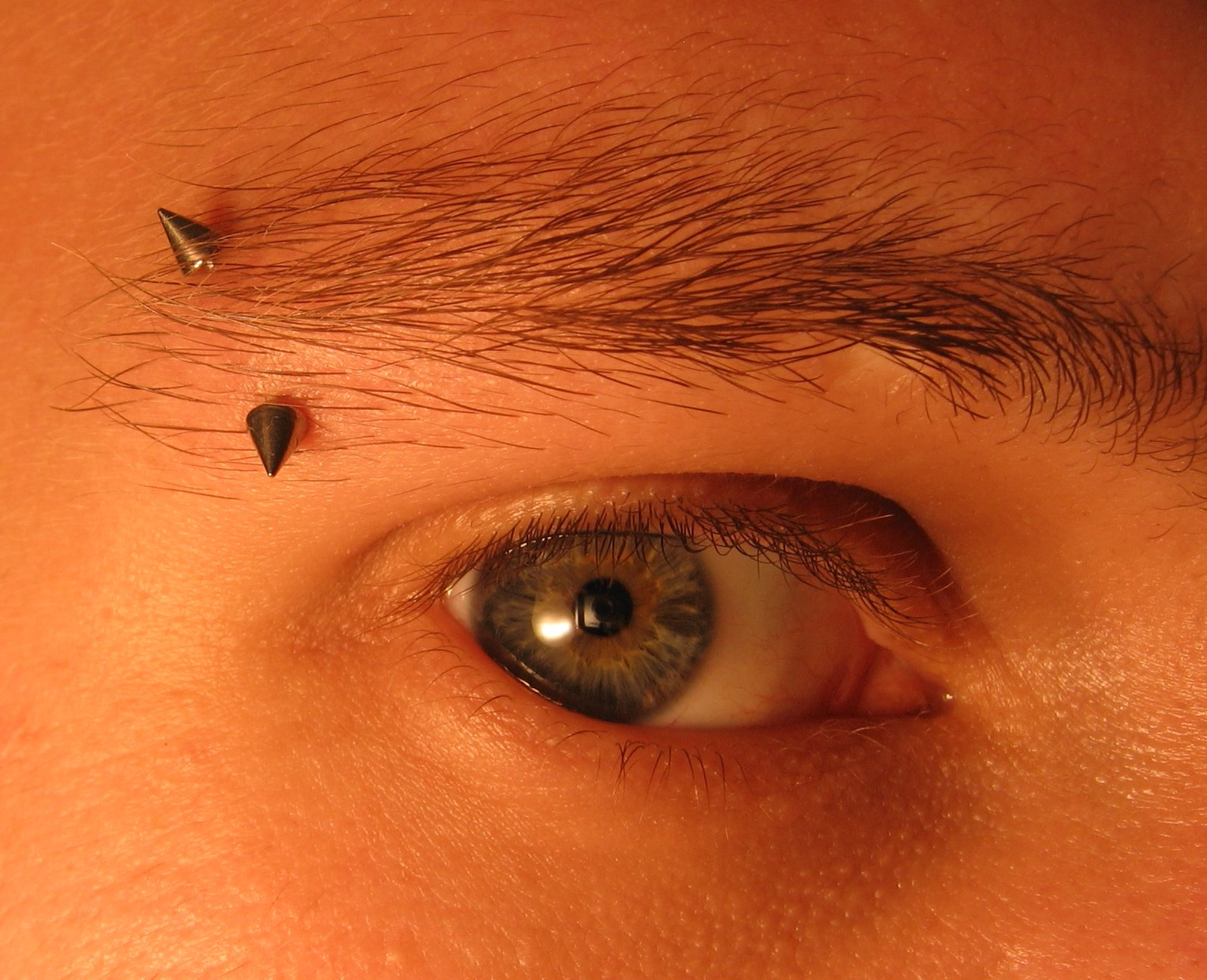
Augenbrauenpiercing
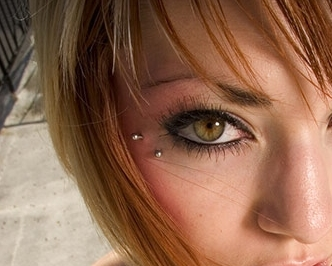
Anti-Augenbrauenpiercing
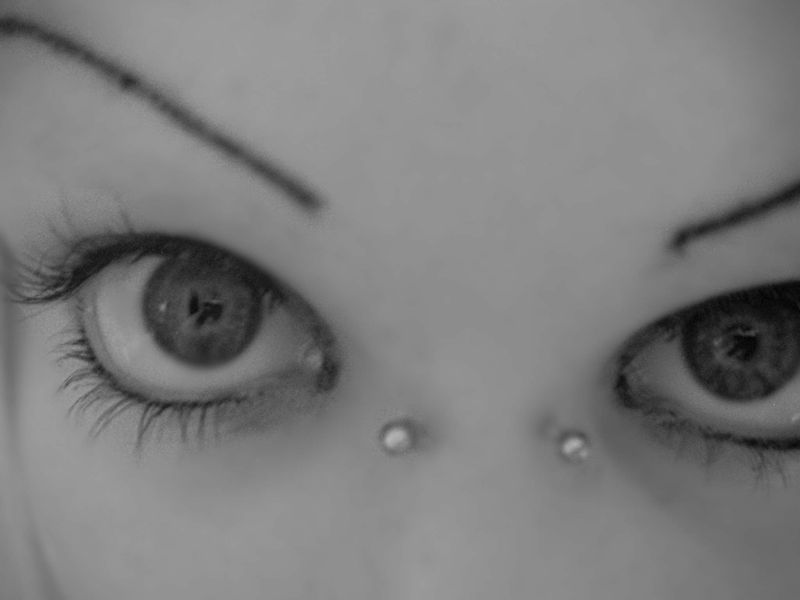
Bridge-Piercing

Zu den bekanntesten Oberflächenpiercings zählen das vor allem in den späten 1990er Jahren modern gewesene Augenbrauenpiercing und, ebenfalls im Gesicht, das Bridge-Piercing auf dem Nasenrücken.

### Körper

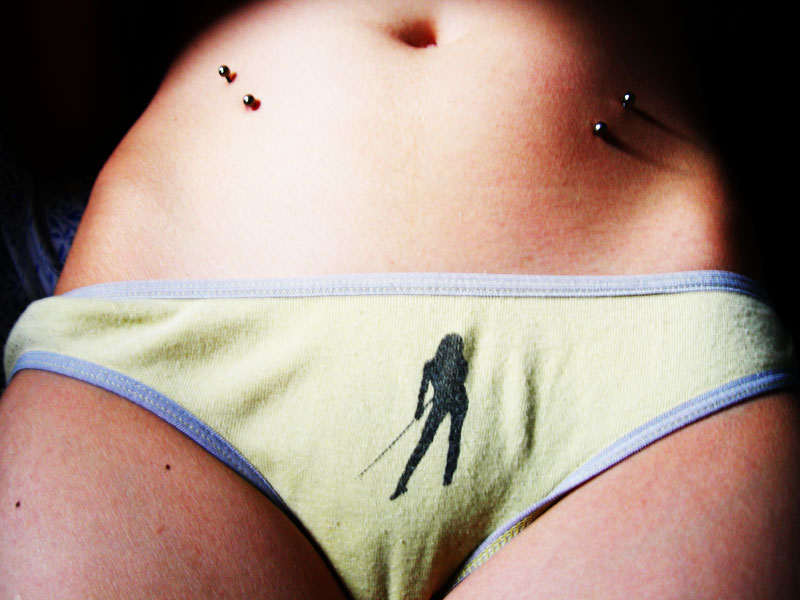
Hüftpiercings
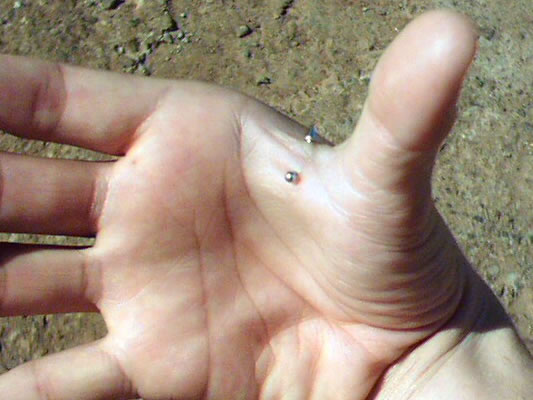
Handweb
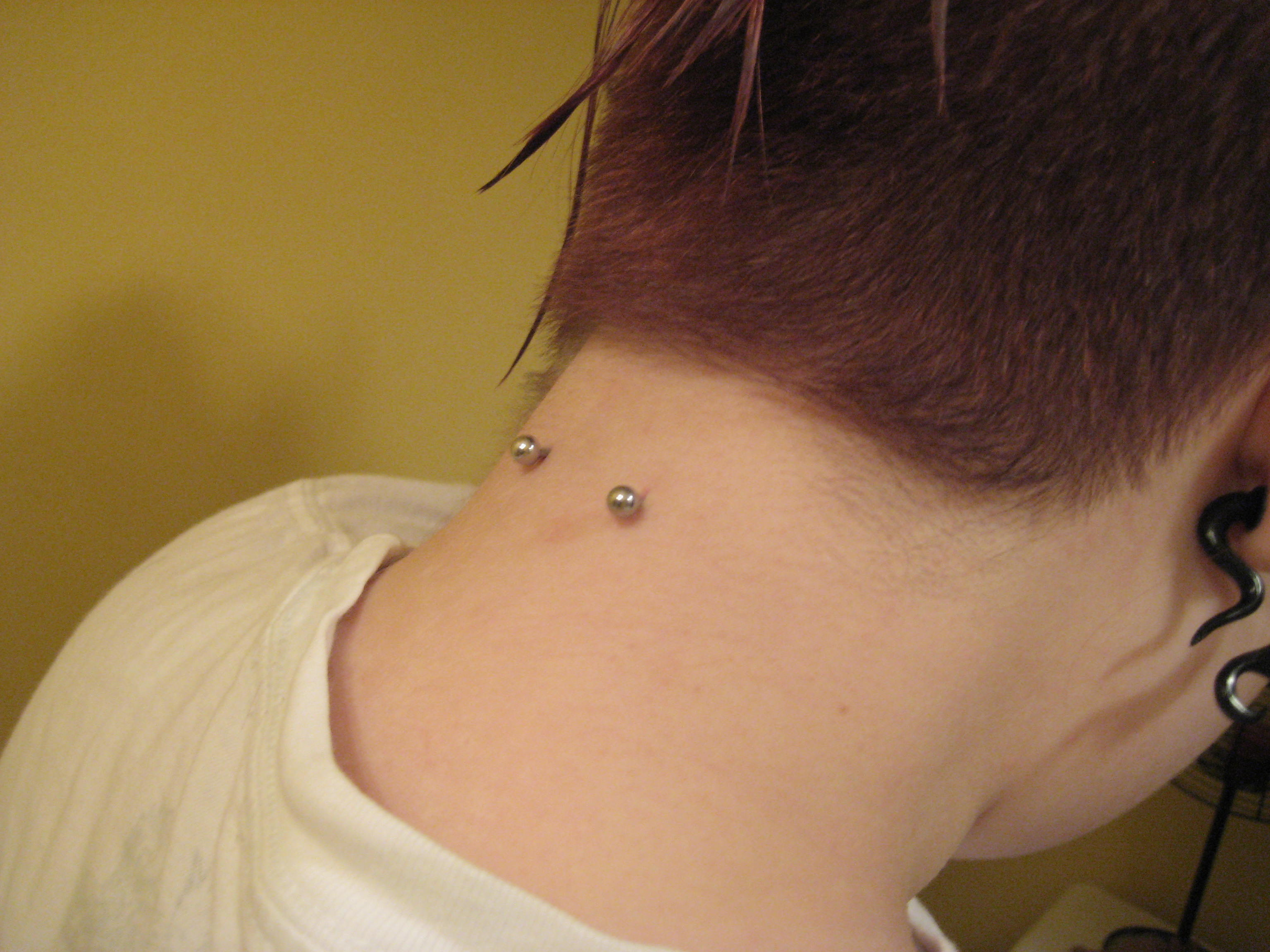
Nackenpiercing
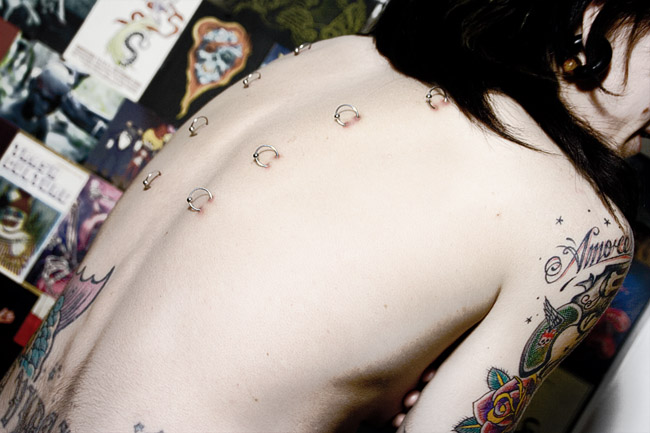
Korsett-Piercings
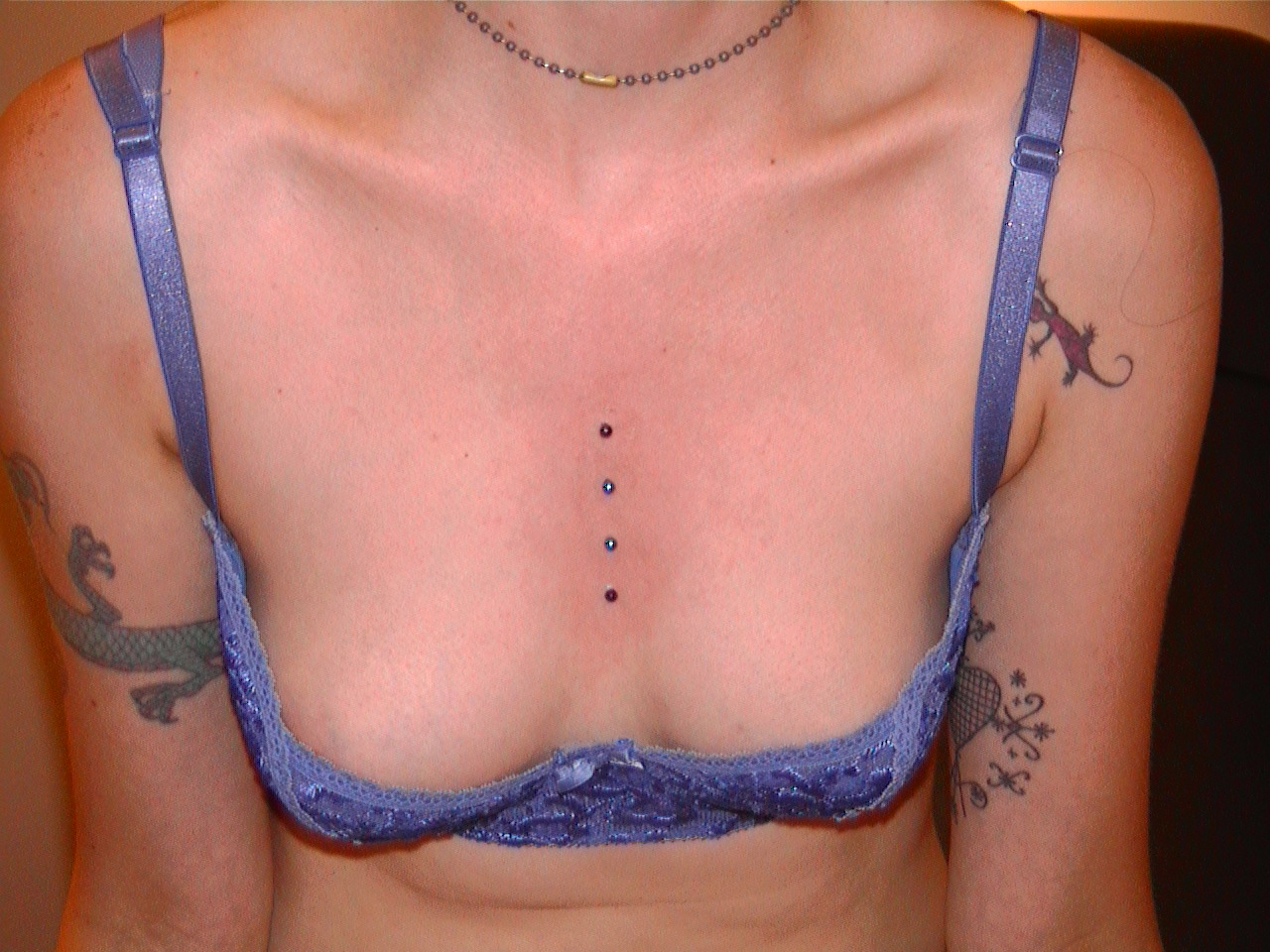
Sternum-Piercings
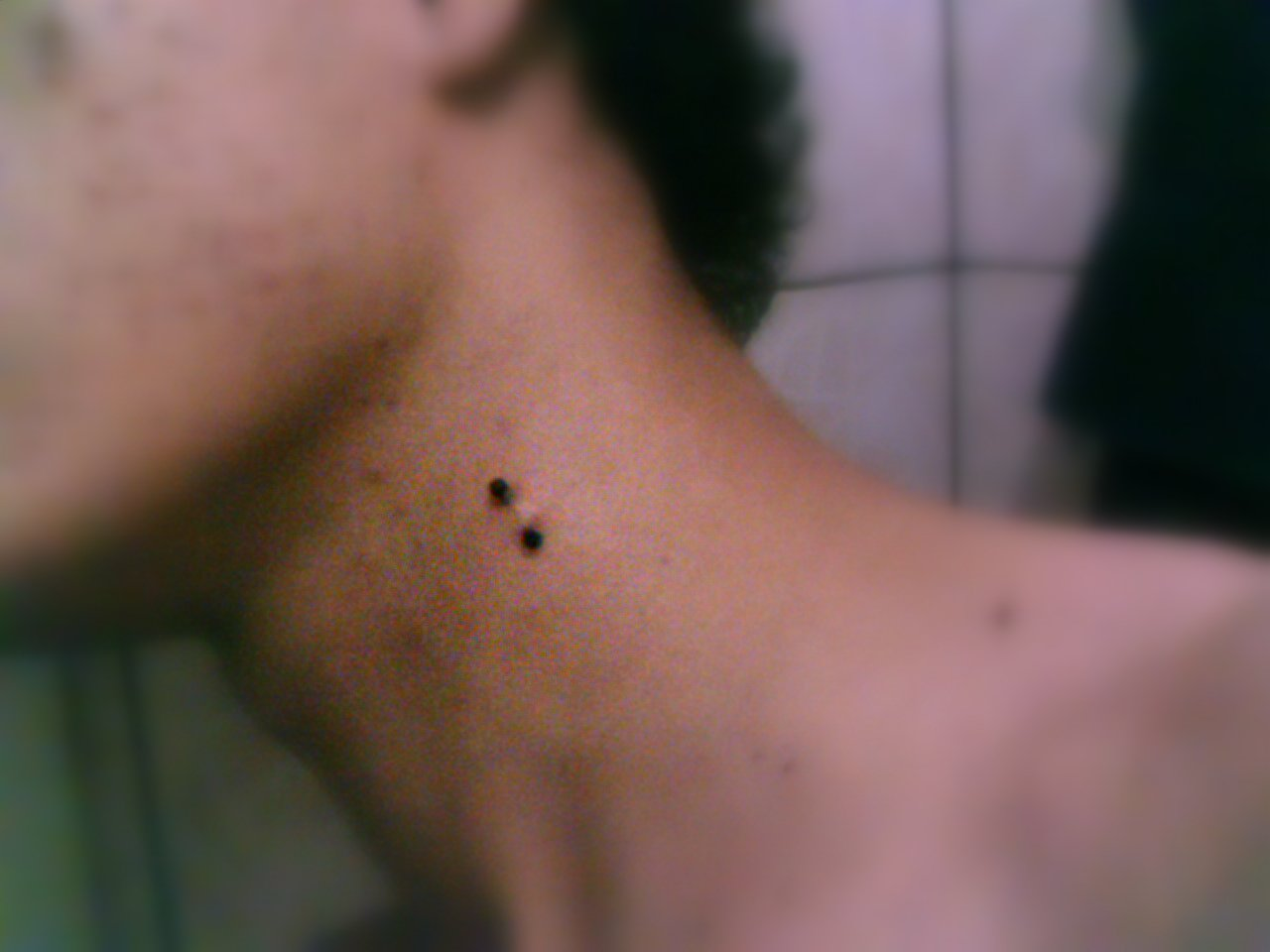
Hals-Piercing (Vampire Bite)

Im Halsbereich gestochene Piercings sind das Nackenpiercing, in der Drosselgrube das Madison-Piercing oder am Schlüsselbein das Calvicle-Piercing.
Eine klassische vorübergehende und meist aus künstlerischen Gründen gestochene Variante bildet das Korsett-Piercing, bei dem meist zwei Reihen senkrecht am Rücken gestochen und ähnlich einem Korsett miteinander verknüpft werden können.

#### Handweb
Das Handweb-Piercing wird in die Hautfalte zwischen zwei Fingern gezogen, meist zwischen Daumen und Zeigefinger.
Da es an der Hand ständigen Bewegungen und anderen Umwelteinflüssen ausgesetzt ist, wächst es in den meisten Fällen heraus. Weil es im Alltag eher behindert und die Verletzungsgefahr relativ hoch ist, wird im Allgemeinen von diesem Piercing abgeraten, und seine Verbreitung ist eher gering.

#### Hüftpiercing
Ein klassisches Oberflächenpiercing ist auch das Hüftpiercing. Es wird schräg am Becken in der Nähe der Hüftknochen gestochen und überwiegend von Frauen getragen. Üblicherweise wird symmetrisch auf beiden Seiten jeweils ein Piercing platziert. Zu den häufigen Problemen denen Oberflächenpiercings ausgesetzt sind, können sich hierbei, je nach Position, möglicherweise durch Reibung des Hosenbundes zusätzliche Komplikationen ergeben.

### Intimbereich

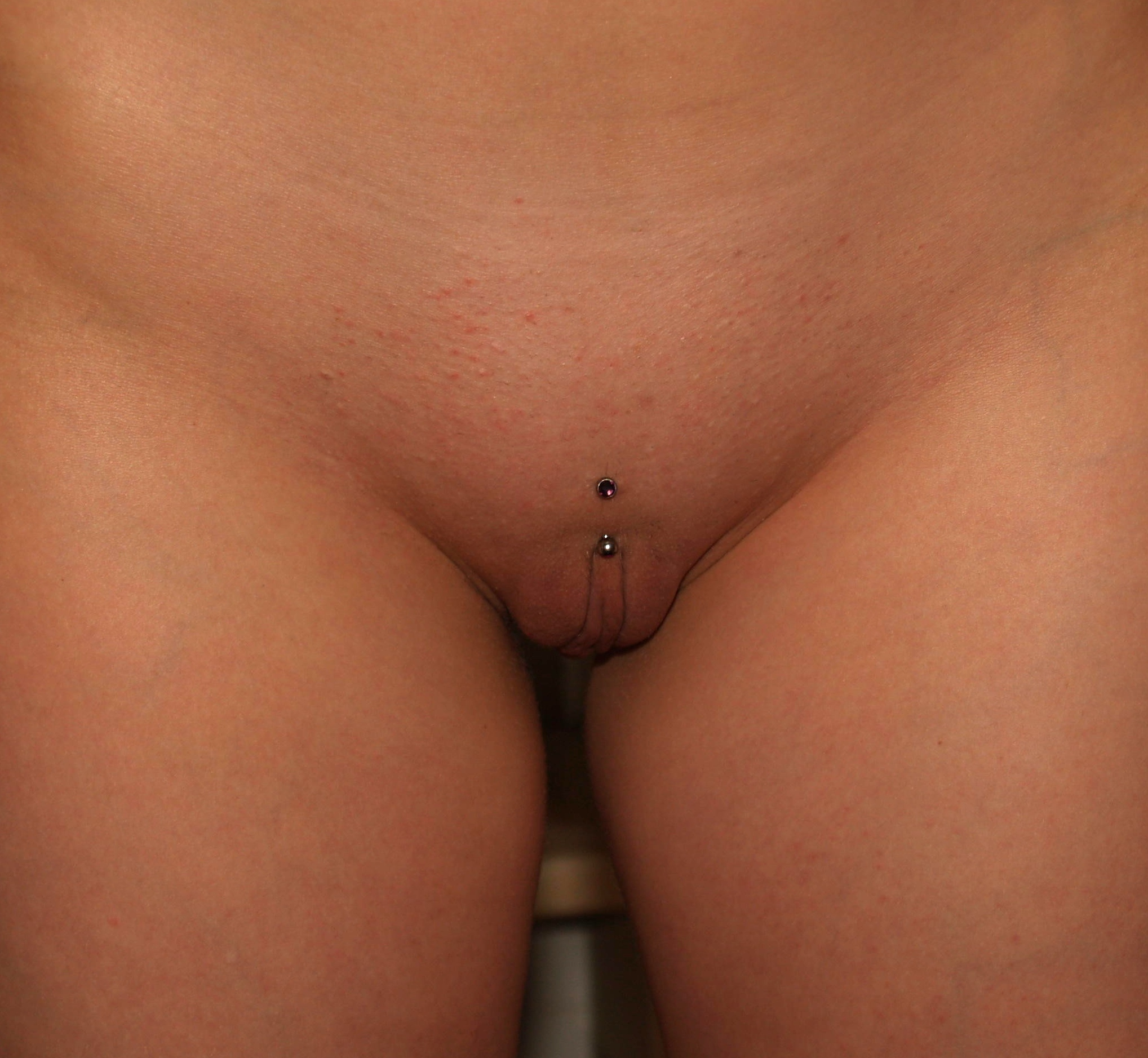
Christina-Piercing
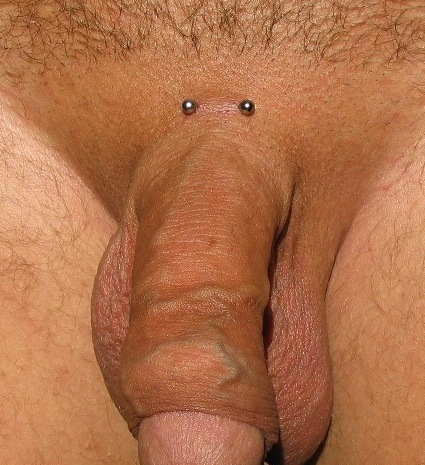
Pubic-Piercing
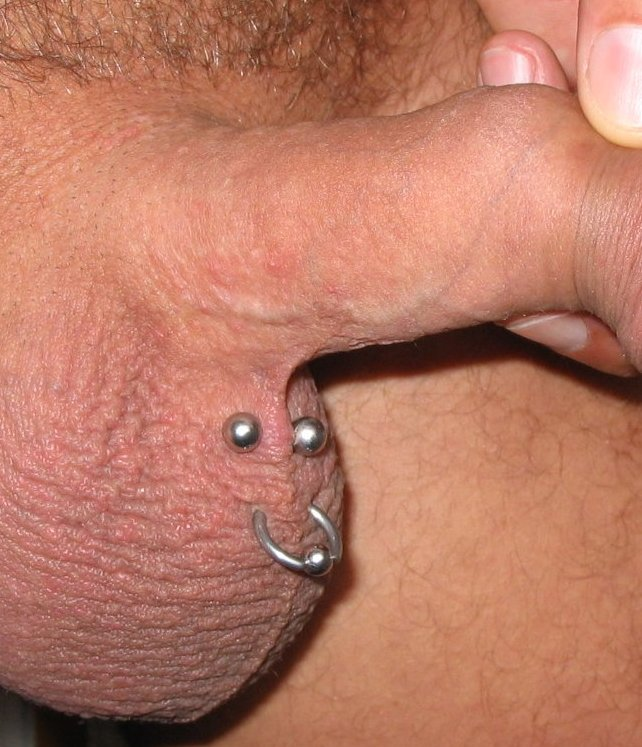
Hafada

Im Schambereich ist bei der Frau das Christina- und analog beim Mann das Pubic-Piercing bekannt. Das Hafada-Piercing am Hodensack ist entgegen den meisten anderen Oberflächenpiercings besonders einfach in der Durchführung und auch die Heilung verläuft wesentlich schneller und unkomplizierter.

## Surface Weaving
Von Surface Weaving wird gesprochen, wenn ein Schmuckstück mehrere Oberflächenpiercings durchläuft. Vergleichbar wäre dies mit dem Industrial-Piercing, bei dem es sich jedoch nicht um ein Oberflächenpiercing handelt. Dies kann mit flexiblem Material oder auch speziell geformtem Schmuck, sogenannten Madmax-Bars, realisiert werden.

Als Vorreiter dieser Variation gilt das Samppa Studio in Finnland.